# ワット天秤

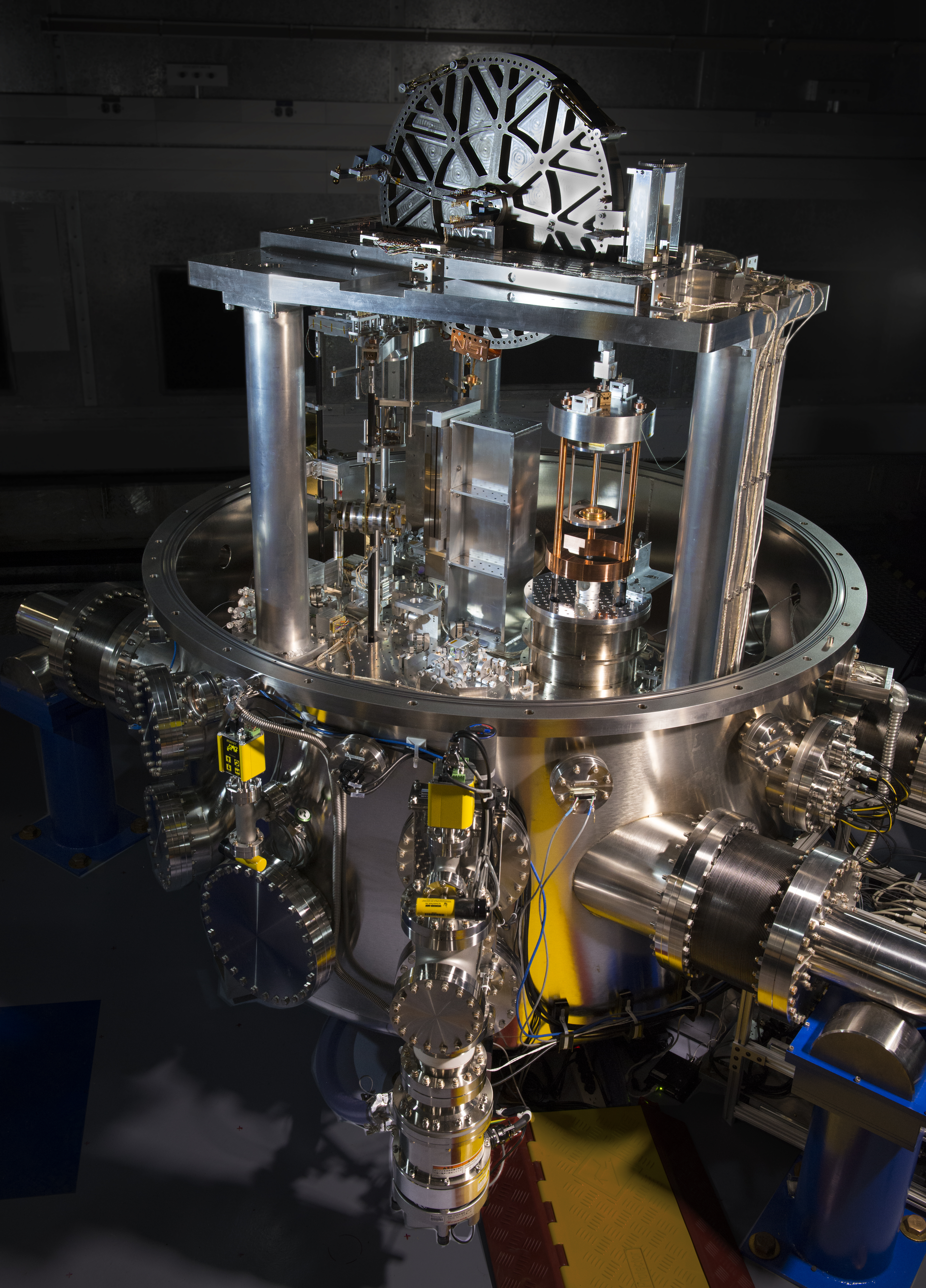
NISTのキブル天秤NIST-4。2015年に稼働開始し、2017年にプランク定数を1.3×10^{-8}以内の精度で算出し、2019年5月のキログラムの定義改定に寄与した。

ワット天秤 (ワットてんびん、英: watt balance) またはキブル天秤（キブルてんびん、Kibble balance）は、試料の重さを、電流および電圧を用いて非常に精密に測定するための電気力学的重量測定装置である。質量の単位であるキログラムを電子的単位に基づいて、いわゆる「電子的」キログラムもしくは「電気的」キログラムとして再定義することを目指して開発された計量学装置である。
レゴで作られたものも存在し、また2023年に東京大学の入学試験にも出題されたことで話題になった。

## 名称
ワット天秤の名称は、試料の質量が電流と電圧の積、すなわちワット単位で測られる量に比例するという事実に由来する。
キブル天秤の名称は、この天秤の発案者のブライアン・キブルに因むものである。

## 設計

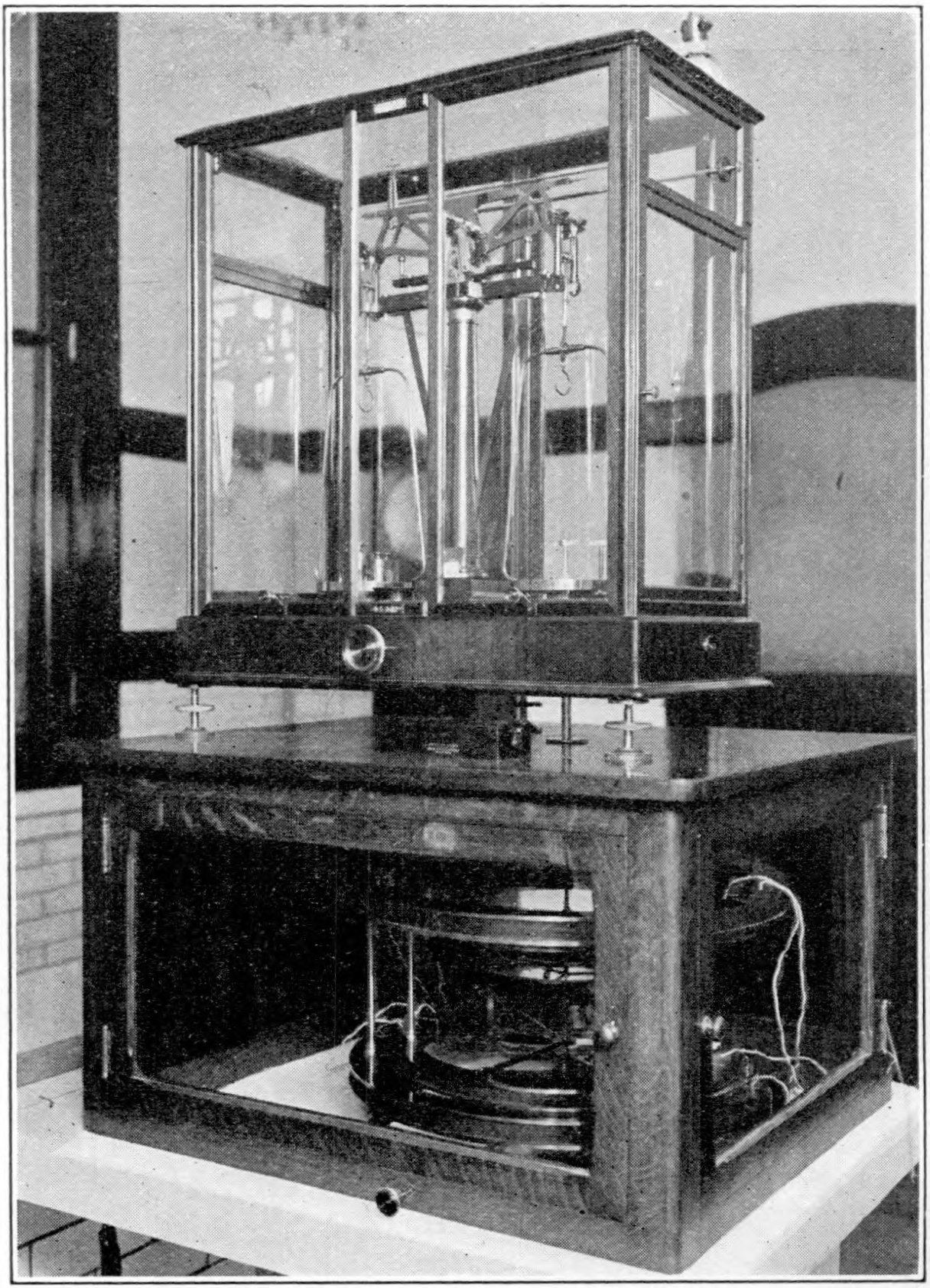
1927年、アメリカ国立標準局（現NIST）における高精度電流天秤。天秤の下に見える電流コイルが天秤の右腕に接続されている。ワット天秤は電流天秤の発展型である。

ワット天秤は、電流の流れるコイルの間に働く力を計測し、それにより流れている電流の大きさを測定する装置である電流天秤の精度を向上させたものである。ただし、ワット天秤は電流天秤とは逆の用途に用いられる。すなわち、標準キログラム質量の重さを支えるために必要な電流を測定することにより、キログラムを「測る」のである。キログラムの重さが得られれば、その場所の重力加速度を用いることでキログラムの質量を正確に決定することができる。後述の様に、この方法によりキログラム質量を電流と電圧を用いて定義することができる。電流および電圧の単位は光速や電気素量、プランク定数などの基礎物理学定数を用いて定義できるため、キログラムをこれらの絶対定数を用いて定義できることになる。このような定義は、物理的実在であり劣化したり損壊したりすることのある国際キログラム原器を定義に使用するよりも優れていると考えられる。

## 歴史
ワット天秤の原理は、イギリス国立物理学研究所 (NPL)の B. P. キブルにより1975年に提唱された。電流天秤法の主な欠点は、測定結果がコイル形状の精度に依存することであった。ワット天秤法では、コイル形状による影響を補正する校正ステップが追加され、主要な不確かさ源が除去されている。この校正ステップは、既知の磁束中を既知の速度でフォースコイルを動かすことにより行なわれ、1990年に実行された。
イギリス国立物理学研究所で作られたワット天秤は、2009年にカナダ国立研究機関 (NRC) に移送され、再稼動中である。ワット天秤実験は他にもアメリカ国立標準技術研究所 (NIST)、ベルンのスイス連邦計量・認定局 (METAS)、パリ近郊の国際度量衡局 (BIPM)、トラップのフランス国立計量試験所 (LNE) において行なわれている。2015年現在、プランク定数の測定精度について、NRC によるワット天秤 NPL Mark II を用いた測定とアボガドロ国際プロジェクトによる測定により 相対不確かさ 1.8×10−8 が達成されており、これら二つの測定値は相互に不確かさの範囲内で一致している。

## 原理
長さ L の導線に電流 I が大きさ B の磁場下で流れているとき、導線にかかる力（ローレンツ力）の大きさは BLI に等しい。ワット天秤では、この力が質量 m の試料にかかる重力 f と正確につりあうように電流を調整する。f の大きさは質量 m に重力加速度 g を掛け合わせれば得られるので、以下の式が成り立つ。
{\displaystyle f=mg=BLI}
ここまでは電流天秤の原理と同じであるが、キブルのワット天秤では、B と L の測定に関する問題を次のような校正ステップにより解決する。
同じ導線（実用上はコイル）を同じ磁場下で既知の速さ v で動かす。すると、ファラデーの電磁誘導の法則により、BLv に等しい電位差 U が生じる。
{\displaystyle U=BLv}
以上の2式から未知の積 BL を消去すると、以下の式が得られる。
{\displaystyle UI=mgv}
したがって、U, I, g, v を正確に測定することにより、m の正確な値を測定することができる。この方程式の両辺は仕事率の次元を持っており、その計量単位はワットであるので、「ワット天秤」の名前がある。

## 測定
電流および電位差の精密測定は、ジョセフソン効果と量子ホール効果に基づいて行われる。
この測定では、ジョセフソン定数 KJ とフォン・クリッツィング定数 RK が用いられるが、
2019年5月に新しいSIの定義が発効するまでは、それぞれの定数と対応する1990年の協定値 KJ–90 と RK–90 に基づいた協定電気単位で測定されていた。すなわち、先の等式の左辺の電流と電位差の積である“電力”は、協定単位による数値
{\displaystyle UI/W_{90}}
として得られる。
電力の協定単位のSI単位ワットへの換算は
{\displaystyle {\text{W}}={\frac {K_{\text{J}}^{2}R_{\text{K}}}{K_{\text{J-90}}^{2}R_{\text{K-90}}}}\,W_{90}}
で与えられるので、数値方程式は
{\displaystyle UI/W_{90}={\frac {K_{\text{J}}^{2}R_{\text{K}}}{K_{\text{J-90}}^{2}R_{\text{K-90}}}}\times \{mgv/{\text{W}}\}}
となる。つまり、SIの定義が改定される以前のワット天秤とは、換算係数の測定であり、言い換えれば、協定ワットの値を国際単位系で測定することであった。
この測定はプランク定数の直接測定でもあったという点で重要である。プランク定数は
{\displaystyle h={\frac {4}{K_{\text{J}}^{2}R_{\text{K}}}}={\frac {4}{K_{\text{J-90}}^{2}R_{\text{K-90}}}}{\frac {mgv/{\text{W}}}{UI/W_{90}}}}
で与えられる。
新しいSIの定義が発効して以降は、プランク定数がSIを定義する定義定数として位置付けられ、SIによる値が定義値となった。
これにより、ワット天秤は質量を測定する装置となる。